# Babylonien
Babylonien (akkadisk: Babili(m),  sumerisk logogram KÁ.DINGIR.RAKI  hebraisk: בָּבֶל, Bābel,  græsk: Βαβυλών, Babylōn) var en akkadisk bystat oprettet i 1867 f.Kr. i oldtidens Mesopotamien. Levningene findes i provinsen Babil i Irak, uden for provinsens hovedstad Al-Hilla, omkring 85 km syd for Bagdad. Alt hvad der er tilbage af den oprindelige kendte by fra oldtiden i dag, er en tell af knuste lermursten fra bygninger og andre brudstykker på den frugtbare slette mellem floderne Tigris og Eufrat. Byen i sig selv blev bygget på Eufrat, og delte floden i to lige store løb på sin venstre og højre bred med bratte dæmninger, som tilbageholdt flodens sæsonmæssige oversvømmelser.
Tilgængelige historiske kilder antyder, at Babylon i begyndelsen var en lille by, som var opstået i begyndelsen af 3. årtusinde f.Kr. Byen fik en blomstring og fik sin uafhængighed med fremgangen under det første amorittiske babylonske dynasti i 1894 f.Kr. Ved at hævde, at byen var efterfølger af oldtidens Eridu, overgik byen Nippur til at være den "hellige by" i Mesopotamien på den tid, da en amorittisk konge ved navn Hammurabi først oprettede det kortvarige babylonske rige. Det blev hurtigt opløst efter hans død, og Babylon tilbragte lange perioder under assyriske, kassittiske og elamittisk overherredømme. Babylon blev igen sæde for det nybabylonske rige fra 612 til 539 f.Kr. som blev oprettet af kaldeanere (et område i det sydlige Mesopotamien) og deres sidste konge var en assyrer. Dette var byens andre storhedstid. Nebukadnesar II gennemførte en omfattende ombygning af Babylon i 500-tallet f.Kr. Fra denne tid hører Babylons legendariske bygværker. Babylons ydre mure omgav et område på 850 ha, hvoraf omkring 300 ha udgjorde de indre bydele. De hængende haver i Babylon var en af verdens syv underværker i den antikke verden, i henhold til grækerne. Efter at Babylon faldt, kom den under overherredømme af henholdsvis persiske Akamenide-dynastiet, Selevkide-riget, Partia, Romerriget og Sasanideriget.
Under det babylonske fangenskab for jøderne blev Babylon i Bibelen en metafor for samfundets forfald som Babylon den store som en ridende skøge, således som det omtales i Johannes' åbenbaring, men metaforen blev senere anvendt på andre riger, blandt andet Romerriget og den katolske kirke, alt efter hvem afsenderen var. Babelstårnet, som omtales i Det Gamle Testamentes Første Mosebog,  var en omtrent 100 meter høj trappepyramide i Babylon (Babel er hebraisk for Babylon). I Bibelen bliver det storstilede bygværk en fortælling om menneskenes hovmod over for Gud, og om hvordan de forskellige sprog blev spredt fra Babel og ud over verden.
Apostelen Peter nævner "menigheden i Babylon", men der er forskellige meninger om, hvorvidt han mente Babylon eller brugte "Babylon" som et øgenavn for det hedenske Rom. I det første århundrede var Babylon anvendt som navnet på Rom - for eksempel i jødisk-kristne skrifter som Johannes' åbenbaring, 2 Baruk og 4 Esra. Det antikke Babylon var på Peters tid begyndt at gå til grunde. Der er også kun lidt, som tyder på, at Peter skal have skrevet fra den lille militærkoloni Babylon i datidens Egypten.
I de følgende århundreder begyndte landskabet at forandre sig til et øde sumpområde, og til sidst blev byen fuldstændig forladt. I dag er stedet vigtigt arkæologisk og historisk.

## Navnet
Den græske form Babylon (Βαβυλών) er en tilpasning af akkadiske Babili. Det babylonske navn, som det var på 1000-tallet f.Kr., var blevet ændret fra et tidligere Babilli tidlig på 2000-tallet f.Kr. i betydningen "Guds port" eller "Guds porthvælving" (bāb-ili) ved populær eller falsk etymologi.  Det tidligere navn Babilla synes at være en tilpasning af en ikke-semitisk kilde af ukendt oprindelse eller mening. 
I Bibelen optræder navnet som בָּבֶל (Babel; tiberiansk hebraisk: בָּבֶל, Bavel; gammelsyrisk: ܒܒܠ, Bāwēl), tolket i Første Mosebog (11:9)  til at betyde "forvirring" (af sprog), fra verbet בלבל, bilbél, "at forvirre".
En del forskere, blandt andre lingvisten I. J. Gelb, har foreslået, at navnet Babil er et ekko af et tidligere navn. Herzfeld skrev om Bawer i Iran, som var angivelig grundlagt af Jamshid; navnet Babil kan være et ekko af Bawer. David Rohl hævder, at det originale Babylon kan identificeres med Eridu. Bibelens Første Mosebog 10 indikerer, at Nimrod var den oprindelige grundlægger af Babel (Babylon).  Joan Oates hævder i sin bog Babylon at navnets gengivelse som "Gudernes port" ikke længere har tilslutning blandt moderne forskere. 

## Historie
En indikation af Babylons tidlige eksistens kan være en senere skrifttavle, som beskriver styret under Sargon af Akkad (ca. 2200-tallet f.Kr.). Den såkaldte "Weidner-krønike" hævder, at det var Sargon selv, der erobrede Babylon "foran Akkad" (ABC 19:51). En anden senere krønike hævder ligeledes, at Sargon "gravede ler fra Babylons grund, og gjorde en modpart til Babylon ved siden af Agade" (ABC 20:18–19). Van de Mieroop har dog foreslået, at disse kilder kan referere til en langt senere Sargon II fra det nyassyriske rige frem for Sargon af Akkad. 
Engang omkring 1800-tallet f.Kr. var det meste af Mesopotamien okkuperet af amoritterne, nomadiske stammer fra vest som talte semitiske sprog som akkadierne i Babylonien og Assyrien, men som ikke drev jordbrug som dem, men foretrak at drive geder og får. Over tid blev amorittiske kornhandelsfolk stadig mere dominerende og etablerede deres egne uafhængige dynastier i flere mesopotamiske bystater. Mest kendt var Isin, Larsa og Babylon. 

### Forsøg på datering i klassisk tid
Ktesias, som er citeret af Diodorus Siculus og i Georgios Synkellos' Chronographia, hævdede at have tilgang til manuskripter fra babylonske arkiver, som daterede grundlæggelsen af Babylon til 2.286 f.Kr. af en Belos (Βῆλος), som styrede som Babylons første konge i 55 år.  En anden figur er fra Simplikios , som nedtegnede, at Kallisthenes på 300-tallet f.Kr. rejste til Babylon og opdagede astronomiske observationer på kileskrifttavler, som strakte sig tilbage i tid 1903 år før, at Aleksander den Store erobrede Babylon i 331 f.Kr. En tilsvarende figur er fundet hos Berossos, som i henhold til Plinius den Yngre,  hævdede, at astronomiske observationer påbegyndte ved Babylon 490 år før græsk tid af Phoroneus, og følgelig i 2.243 f.Kr. Stephanos av Byzantium skrev, at Babylon blev bygget 1002 år før datoen (givet af Hellanikos af Lesbos) for belejringen af Troja (1229 f.Kr.), hvilket ville datere Babylons grundlæggelse til 2.231 f.Kr.  Alle disse forsøgsvise dateringer placerer Babylons grundlæggelse i 2200-tallet f.Kr., men skønt man har tolket kileskifter i de seneste århundreder, har man imidlertid ikke fundet nogen nedtegnelser, som bekræfter påstandene fra klassisk tid.

### Gammelbabylonsk periode
Det første babylonske dynasti blev etableret af en amorittisk høvding ved navn Sumu-abum i 1.894 f.Kr. Han erklærede uafhængighed fra nabobyen Kazallu, og er krediteret for oprettelsen af Babylon. Amoritterne var ikke hjemmeværende i Mesopotamien, men var delvis nomadiske semitiske indflyttere fra landene i vest. Babylon kontrollerede kun lidt af de omgivende landområder før den blev en hovedstad i Hammurabis rige et århundrede senere (styrede 1.792–1.750 f.Kr.). Hammurabi er kendt for sit store lovarbejde for Babylonien, og Hammurabis love fik en varig indflydelse på den juridiske forståelse. Byen Babylon fortsatte med at være hovedstad for regionen, som blev kendt som Babylonien. Hammurabis rige blev hurtigt opløst efter hans død, skønt det amorittiske dynasti forblev ved magten frem til 1.595 f.Kr., da det blev væltet af hettitterne, som invaderede fra Anatolien.
Som følge af hettitternes hærgning af Babylon invaderede Kassitterne, angreb og overtog byen, oprettede et styrende dynasti, som varede i 435 år frem til 1.160 f.Kr. Byen fik nyt navn og blev kaldt Karanduniasj i denne periode. Kassitterne havde deres oprindelse i Zagrosbjergene i nutidens Iran, nordøst for Mesopotamien. Imidlertid blev kassittiske Babylon selv underlagt Elam og Assyrien, begge nationer blandede sig ofte eller kontrollerede Babylon direkte under den kassittiske periode. Den assyriske kong Tukulti-Ninurta I tog tronen i Babylon i 1.235 f.Kr. og blev den første indfødte mesopotamer, som styrede der.
Det er blevet beregnet, at Babylon var den største by i verden fra omkring 1.770 til 1.670 f.Kr., og på ny mellem ca. 612 og 320 f.Kr. Den var måske den første by, som opnåede en befolkningsstørrelse på over 200.000 beboere. 

### Den assyriske periode
Gennem hele tiden under det nyassyriske rige i tiden 911-608 f.Kr., var Babylonien under assyriske overherredømme eller under direkte assyrisk kontrol. I løbet af styret under Sankerib af Assyrien var Babylonien i en tilstand af stadige oprør, som blev ledet af Mushezib-Marduk, og undertrykt kun ved den fuldstændige ødelæggelse af byen Babylon. I 689 f.Kr. blev dens mure, templer og paladser raserede, og mur- og stenstykker blev kastet i Arakhtu, havet som den gang grænsede til Babylon i syd. Denne begivenhed rystede den religiøse samvittighed hos folket i Mesopotamien; det påfølgende mord på Sankerib af to af hans egne sønner blev gjort for at sone for ugerningen, og hans efterfølger Asarhaddon gik hurtigt i gang med at genopbygge byen således, at han kunne modtage sin krone på netop dette betydningsfulde sted. Han gjorde også byen til sin bolig for dele af året. Ved hans død var Babylonien efterladt til at blive styret af hans ældste søn, den assyriske prins Shamash-shum-ukin, som kom til at udløse en borgerkrig i 652 f.Kr. mod sin egen broder og herre Asurbanipal, som herskede i Nineve.
Atter blev Babylon belejret af assyrerne og sultet indtil, at byens befolkning overgav sig. Asurbanipal fik byen renset og fejrede en forsoning, men vovede ikke at "tage hænderne af" Bel. Efter, at Asurbanipal var død, begyndte det assyriske rige at smuldre grundet de langvarige borgerkrige. Til sidst greb Babylon, som mange andre dele i Mellemøsten, anledningen til at gøre sig selvstændig fra assyrisk styre. I den påfølgende omvæltning af det assyriske rige så babylonerne endda et eksempel på guddommelig hævn. 

### Det nybabylonske kaldæiske rige
Under Nabopolassar afkastede Babylon det assyriske styre i 612 f.Kr. og blev hovedstaden i det nybabylonske rige (tidvis og muligvis fejlagtigt kaldet for det kaldæiske) rige. 
Med genvindingen af babylonsk uafhængighed kom en ny periode med arkitektonisk aktivitet, og hans søn Nebukadnesar II (604–561 f.Kr.) gjorde Babylon til en af underværkerne i oldtidens verden.  Nebukadnesar beordrede en fuldstændig rekonstruktion, inkluderet ombygning af zigguraten Etemenanki og konstruktionen af Istarporten – den mest spektakulære af de otte porte, som omringede Babylons område. En rekonstruktion af Istarporten findes i Det forasiatiske museet i Pergamonmuseet i Berlin. Alt, som blev genfundet af den oprindelige Istarport, var dens fundament og spredte mursten og glasur.
Nebukadnesar er også krediteret for bygningen af Babylons hængende haver, som er et af oldtidens syv underværker, et firkantet haveanlæg båret af søjler. Det er fortalt, at han lod det bygge for sin hustru Amyitis, som led af hjemlængsel. Om haveanlægget, som det blev beskrevet af oldtidens forfattere, faktisk har eksisteret, er omdiskuteret. Selv om udgravninger af den tyske arkæolog Robert Koldewey antages at have afsløret dets fundamenter, er mange historikere uenige om dets lokalisering, og en del er af den opfattelse, at det kan være blevet forvekslet med park- og haveanlæggene i den assyriske hovedstad Nineve.
Det kaldæiske styre varede ikke længe, og det er ikke klart, om Neriglissar og dennes søn Labashi-Marduk var kaldæere eller indfødte babylonere, og den sidste hersker Nabu-na'id og hans søn og medregent Belsassar var assyrere fra Harran (i grænseområdet mellem nutidens Syrien og Tyrkiet).

### Persien erobrer Babylon
I september 539 f.Kr. faldt det nybabylonske rige og dets hersker Nabû-na'id. På denne tid var Babylonia den sidste stormagt i det vestlige Asien, som ikke var under persisk kontrol. I løbet af den persisk invasion af Mesopotamien mødtes de to magter, den babylonske hersker Nabû-na'id, og Kyros den Store, konge af Perserriget, i et uovertruffent militært sammenstød kendt som slaget ved Opis. Slaget endte i et afgørende nederlag for babylonerne, og få dage senere overgav byen Sippar sig til perserne.
De berømte mure i Babylon var ugennemtrængelige og den eneste vej ind i byen var gennem en af dens mange porte eller ad floden Eufrat, som gik under dens tykke mure. Metalporter forhindrede indtrængere under vand, selv om man kunne holde vejret længe nok til at komme frem. Kyros (eller en af hans generaler) kom med en plan for at udnytte Eufrat, beordrede store lejre med soldater ved hvert punkt og instruerede dem til at vente på signal. De ventede på aftenen for en stor national fest blandt babylonerne, omtalt som Belsassars fest i Daniels bog,  og Kyros afledte Eufrat længere oppe, hvilket fik flodens vandstand til at synke eller tørre ind, og således kunne soldatene marchere ind under murene. Den persiske hær erobrede byen, mens beboerne var optagne af nationalfesten. Denne fremstilling er fortalt af Herodot,  og er også nævnt i afsnit i Bibelen, om end i mere litterære vendinger. 
Kyros udstedte senere et påbud, som tillod tilfangetagne og forviste folk, blandt dem jøderne, at vende tilbage til deres egne land (således som det er forklaret i Anden Krønikebog ), og tillod at deres tempel blev genopbygget i Jerusalem.
Under Kyros og den påfølgende persiske konge Dareios den Store, blev Babylon hovedstaden for 9. satrapi (Babylonia i syd og Athura (aramæisk for Assyrien) i nord), ligesom byen blev centrum for lærdom og videnskabelig fremgang. I Akamenide-dynastiet i Perserriget blev de gamle babylonske virksomheder indenfor astronomi og matematik revitaliserede og blomstrede, og babylonske lærde udarbejdede detaljerede kort over stjernebillederne. Byen blev den administrative hovedstad i det persiske rige, det mest fremtrædende magt i den da kendte verden, og Babylon spillede en vital rolle i historien i denne region i over to århundreder. Mange betydningsfulde arkæologiske opdagelser, ikke mindst Kyroscylinderen, er blevet gjort, som kan give bedre forståelse af tiden. 
De tidlige persiske konger havde forsøgt at opretholde de religiøse ceremonier for guden Marduk, men fra og med styret under Dareios III af Persien (ca. 380 – 330 f.Kr.), havde hård beskatning og belastningen fra de talrige krige ført til, at Babylons hovedhelligdomme og kanaler forfaldt og blev forringede, og tilsvarende opløsning skete i regionen omkring. Det var mange forsøg på oprør som eksempler på modvilje, og i 522 f.Kr. (Nebukadnezar III), 521 f.Kr. (Nebukadnezar IV) og i 482 f.Kr. (Bel-shimani og Shamash-eriba) erklæredte indfødte babylonske konger kortvarig uafhængighed, men disse oprør blev relativt hurtigt slået ned og undertrykte, og landet og byen Babylon forblev fast under persisk styre i to århundreder indtil den græske Aleksander den Store ankom i 331 f.Kr.

### Den hellenistiske periode
Ved 331 f.Kr. blev Dareios III af Persien besejret af styrkerne under oldtidens makedonske hersker Alexander den Store i slaget ved Gaugamela og i oktober faldt Babylon for den unge græske hersker. En indfødt redegørelse om denne invasion nedtegnet en bestemmelse fra Aleksander om, at grækerne ikke skulle gå ind i indbyggernes hjem. 
Under Aleksander fik Babylon igen en blomstringsperiode som et center for lærdom og handel, men ved Aleksanders død i 323 f.Kr. i paladset til Nebukadnesar, blev hans vældige rige delt mellem hans generaler, og i tiår med krige som snart begyndte, havnede Babylon igen i mellem de stridende parter.
I diadoch-perioden efter Alexander den Stores død 323 f.Kr. var Babylonien en provins under en satrap, og i 319 f.Kr. var det makedoneren Seleukoshan. Han begyndte at opbygge sit eget rige fra sit babyloniske satrapi, og i de næste to århundreder indgik Babylonien i Seleukiderigets rigsområde Syrien–Mesopotamien med den nygrundlagte by Seleukeia ved Tigris.
Den varige uro førte til, at byen Babylon blev næsten tømt. En tavle, som er dateret 275 f.Kr. hævder, at indbyggerne i Babylon blev flyttet længere nord til Seleukia ved Tigris, og hvor et palads blev bygget, foruden også et tempel som blev givet det gamle navn Esagila. Med denne deportation kom Babylons historie praktisk talt til sin ende, skønt mere end et århundrede senere, blev det fortsat drevet religiøse ofringer i den gamle helligdom.  Ved 141 f.Kr., da det partiske rige havde overtaget herredømmet over regionen, var Babylon efterladt totalt affolket og i dunkel mørke.
I det andet århundrede f.Kr. blev Babylonien en del af Partherriget og med centrum i den nye hovedstad Ctesiphon, som i det tredje århundrede blev hovedstad i det genrejste Perserrige.

### Den persiske periode
Under Partia og senere under det persiske Sasanide-dynastiet, forblev Babylon (som Assyrien) en provins under Persien for ni århundreder, frem til 650 e.Kr. Det fortsatte at sin egen kultur og folk, som talte varianter af aramæisk og som fortsatte med at referere til deres hjemland som Babylonien. En del eksempler på deres kulturelle produkter og indflydelse er hævdet påvist i babylonske Talmud (Talmud Bavli), den gnostisk-mandeanske religion, østrituelle kristendom, og de religiøse forestillinger hos profeten Mani. Kristendommen kom tidlig til Mesopotamien i 100- og 200-tallet e.Kr. og Babylon blev bispesæde for kirken i Øst frem til godt efter den arabiske og islamiske erobring.

### Den arabiske erobring
I midten af 600-tallet e.Kr. blev Mesopotamien invaderet og bosat af arabere, som bragte islam med sig. En periode frivillig og tvungen islamisering fulgte. Babylon blev opløst som en provins, og aramæisk som sprog blev fortrængt af arabisk og den østlige kristne kirke blev marginaliseret til fordel for islam. Mandeanisme og østlig kristendom er dog ikke udryddet, men eksisterer fortsat, skønt mere blandt assyrerne i det nordlige Irak. En form for babylonsk/mesopotamisk/assyrisk identitet er fortsat forfægtet til en vis grad blandt de etnisk indfødte mesopotamiske og østlig aramæisk talende medlemmer af den kaldæisk-katolske kirke og den østlige assyriske kirke.